# Ommata faurei
Ommata faurei là một loài bọ cánh cứng trong họ Cerambycidae.